# Custoza
Custoza est une frazione de la commune de Sommacampagna en  Vénétie (Italie).

## Géographie

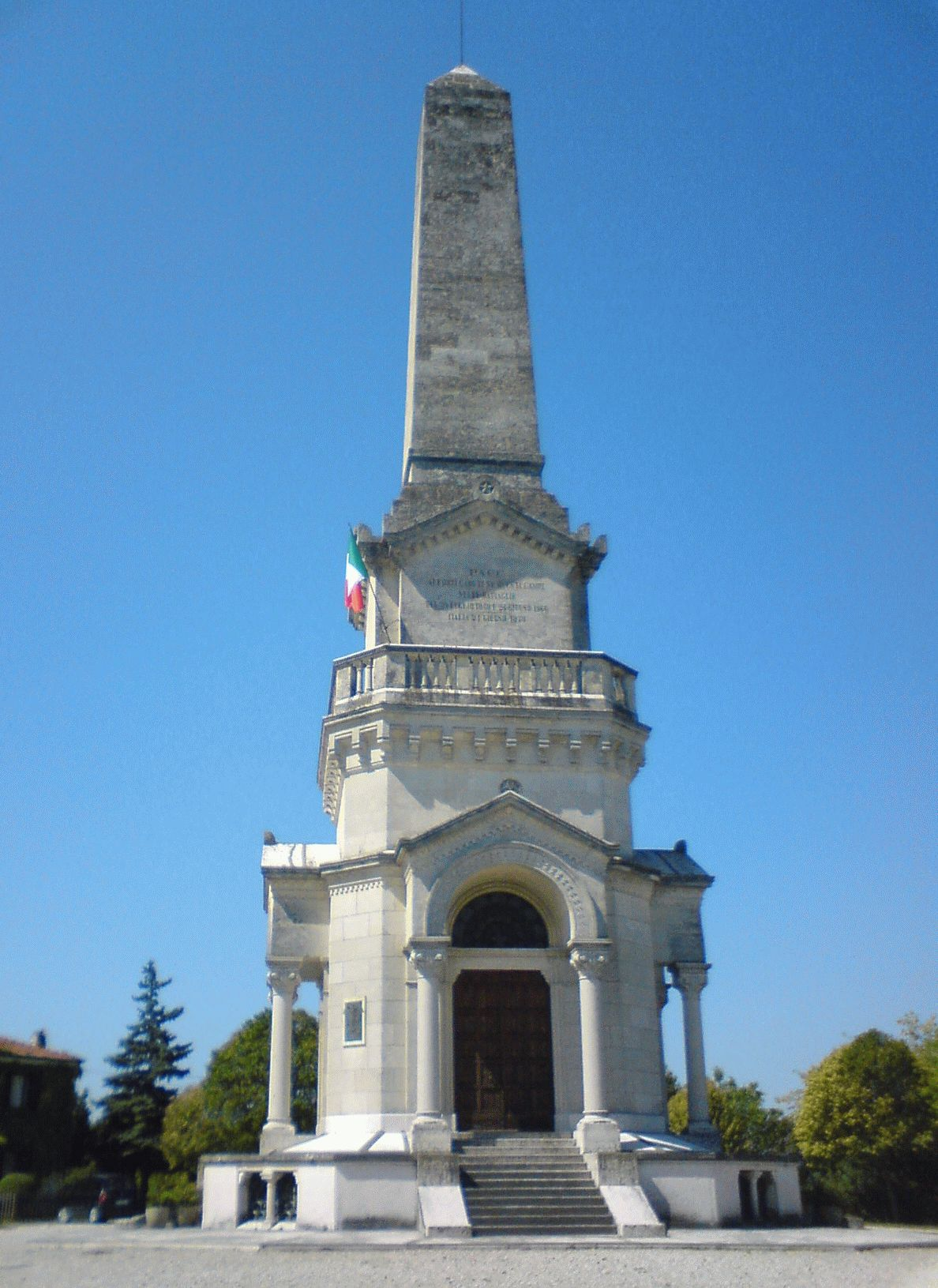
Ossuaire de Custoza

Le centre habité se situe sur les derniers bancs de moraines, du lac de Garde, près de la rivière Tione à une courte distance de la pianura padana et la route de la via Postumia.
Custoza se trouve environ à mi-chemin entre Valeggio sul Mincio et Villafranca di Verona.

## Histoire
Custoza est connu pour être l'emplacement des deux batailles importantes du Risorgimento, qui a vu par deux fois, la défaite de l'armée piémontaise contre l'empire d'Autriche: la première en 1848 et la deuxième en 1866.
En souvenir de ces deux épisodes de guerre, un ossuaire monumental a été construit près du village.

## Économie
La ville donne également son nom à un vin blanc DOC « Bianco di Custoza (DOC) ».

## Sources
- (it) Cet article est partiellement ou en totalité issu de l’article de Wikipédia en italien intitulé « Custoza » (voir la liste des auteurs).